# Scars (album)
 For alternative betydninger, se Scars. (Se også artikler, som begynder med Scars)
Scars er det andet album fra alternativ metalbandet SOiL som blev udgivet d. 11 september 2001 gennem deres nye pladselskab J Records.

## Numre
1. "Breaking Me Down" – 2:34
2. "Halo" – 3:16
3. "Need to Feel" – 3:39
4. "Wide Open" – 3:26
5. "Understanding Me" – 2:57
6. "My Own" – 3:43
7. "Unreal" – 3:15
8. "Inside" – 3:17
9. "Two Skins" – 2:58
10. "The One" – 2:49
11. "New Faith" – 3:15
12. "Why" – 2:59
13. "Black 7" – 4:59

## Musikere
- Ryan McCombs – Vokal
- Adam Zadel – Guitar, bagvokal
- Shaun Glass – Guitar
- Tim King – Bas
- Tom Schofield – Trommer